# 833 Monica
Monica (asteroide 833) é um asteroide da cintura principal, a 2,6346596 UA. Possui uma excentricidade de 0,1240485 e um período orbital de 1 905,29 dias (5,22 anos).
Monica tem uma velocidade orbital média de 17,17396307 km/s e uma inclinação de 9,79436º.
Este asteroide foi descoberto em 20 de Setembro de 1916 por Max Wolf.